# Zimní stadion Ivana Hlinky
Zimní stadion Ivana Hlinky je sportovní stadion, který se nachází v severočeském Litvínově. Své domácí zápasy zde odehrává klub ledního hokeje HC Verva Litvínov. Název nese od roku 2004 po Ivanu Hlinkovi, dlouhodobém hráči tamního týmu. Stadion byl zprovozněn 5. prosince 1955, po čtyřech měsících stavby. O deset let později byl zastřešen. Jeho kapacita činí 5 944 diváků, z toho 3 900 míst je ke stání a 2 044 míst k sezení.

## Galerie

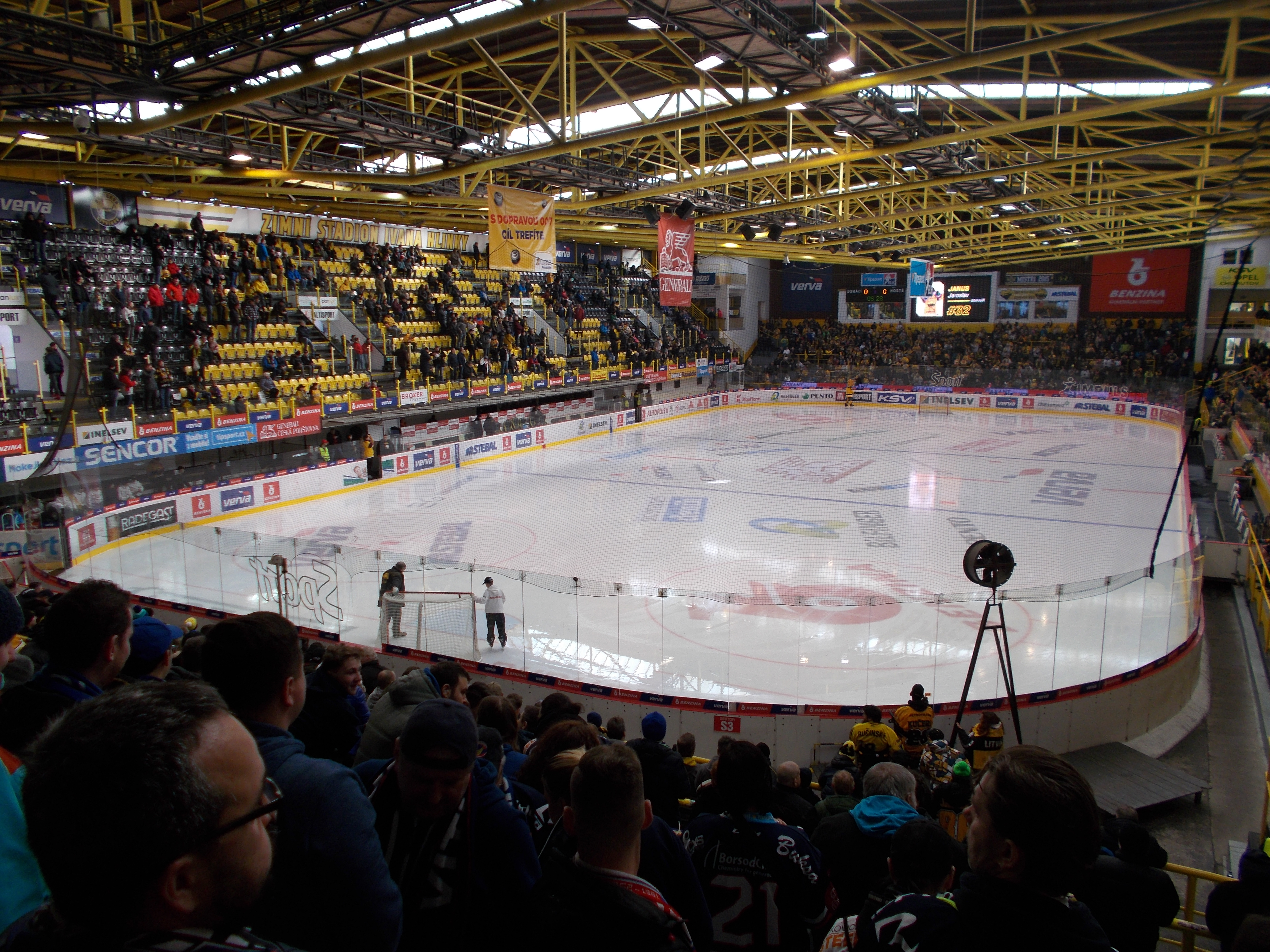
Interier stadionu
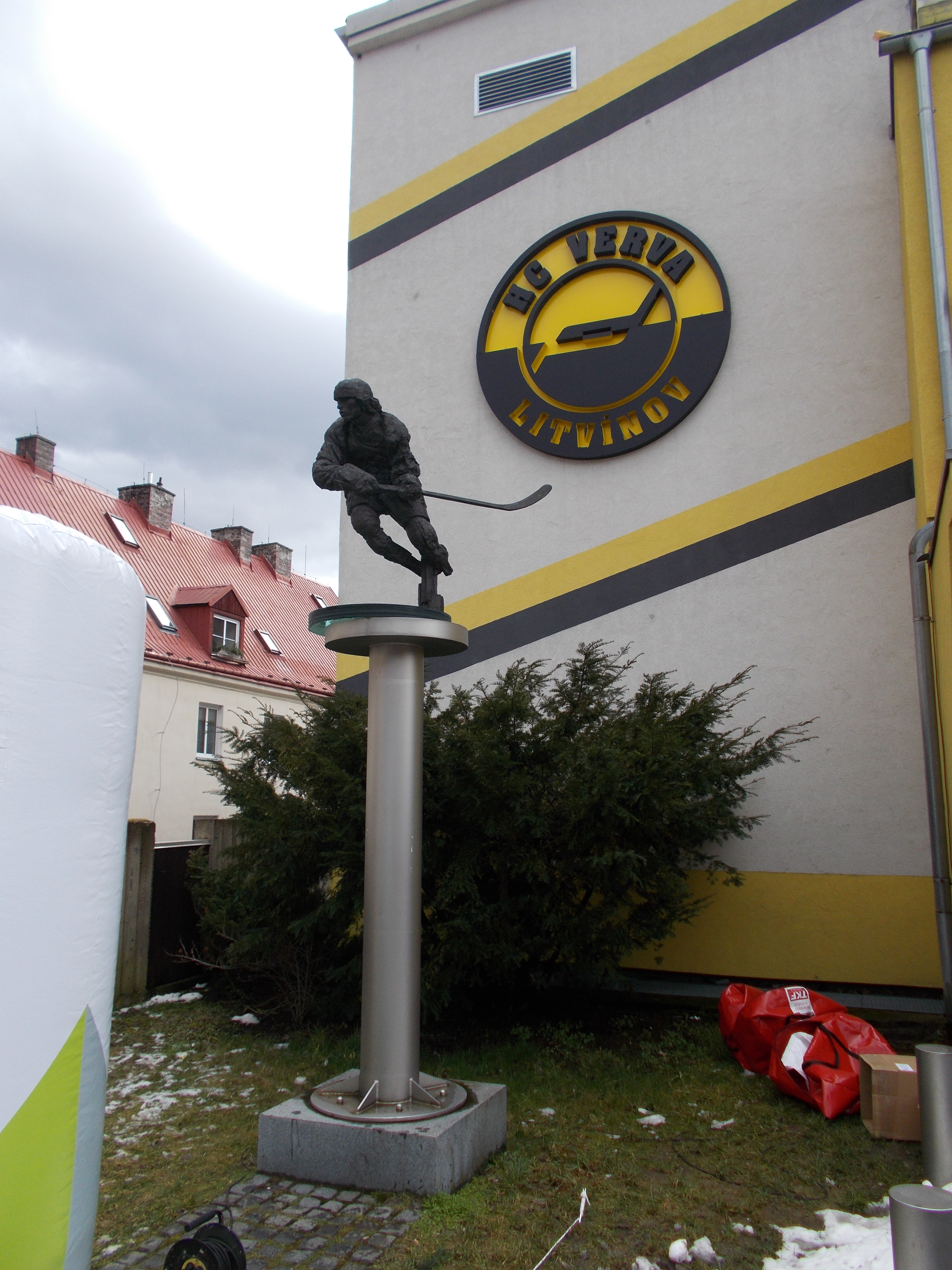
Socha Ivana Hlinky